# 庫爾久米夫卡
庫爾久米夫卡（羅馬化：Kurdiumivka）是烏克蘭東部頓涅茨克州巴赫穆特区托雷茨克市镇内的市級鎮。距離頓涅茨克68公里，始建於1936年，面積0.57平方公里，2013年人口893，人口密度每平方公里1,566人。俄乌战争期间，俄罗斯军队于2022年11月29日占领库尔久米夫卡。